# 슈바르츠부르크존더샤우젠

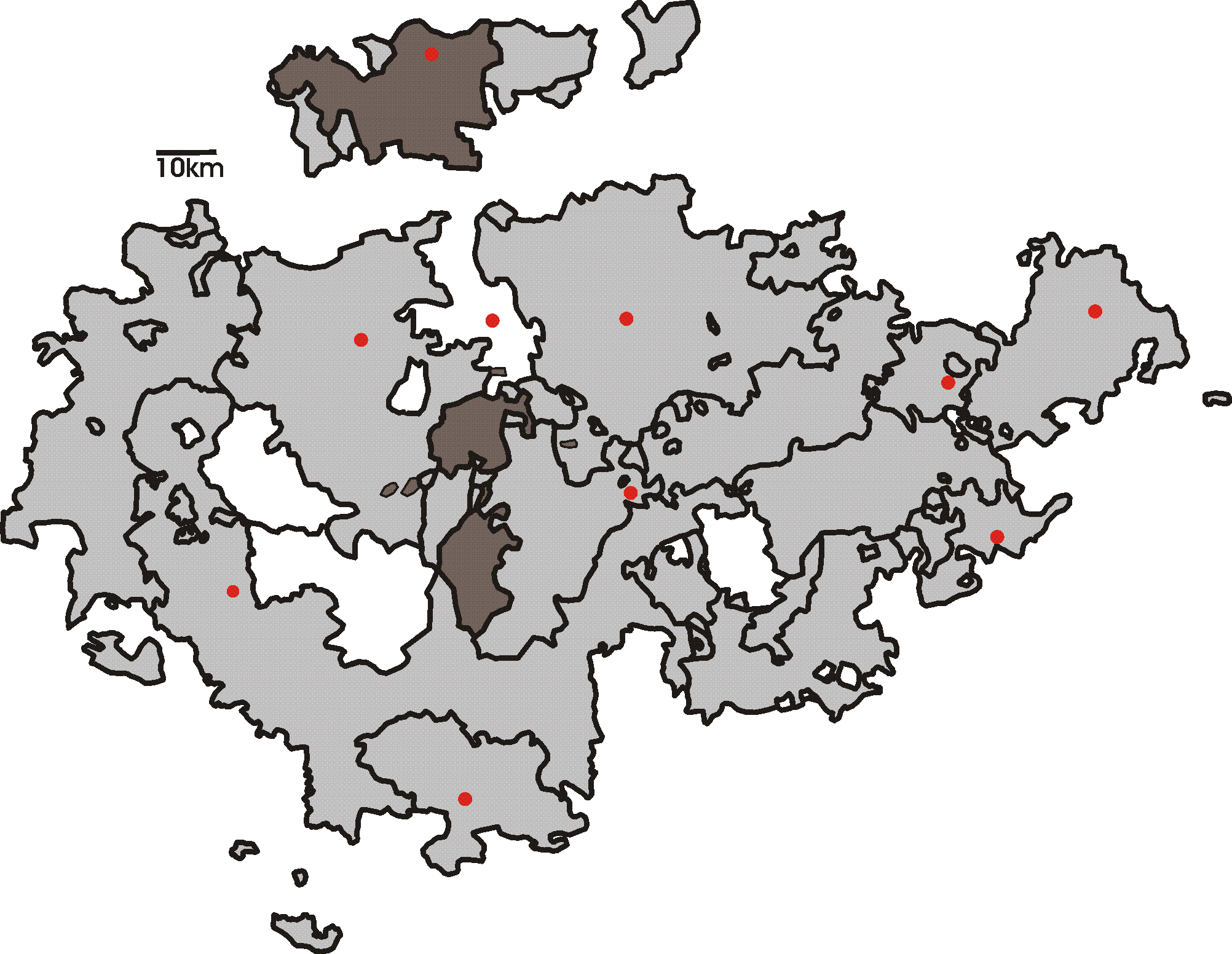
튀링겐 주 지도에 표시된 슈바르츠부르크존더샤우젠(진한 회색)의 위치

슈바르츠부르크존더샤우젠(독일어: Schwarzburg-Sondershausen)은 1599년부터 1918년까지 독일 튀링겐주에 있던 영방이자 후국으로 수도는 존더하우젠이며 면적은 862km2(1905년 당시 기준), 인구는 85,000명(1905년 당시 기준)이다.

국기
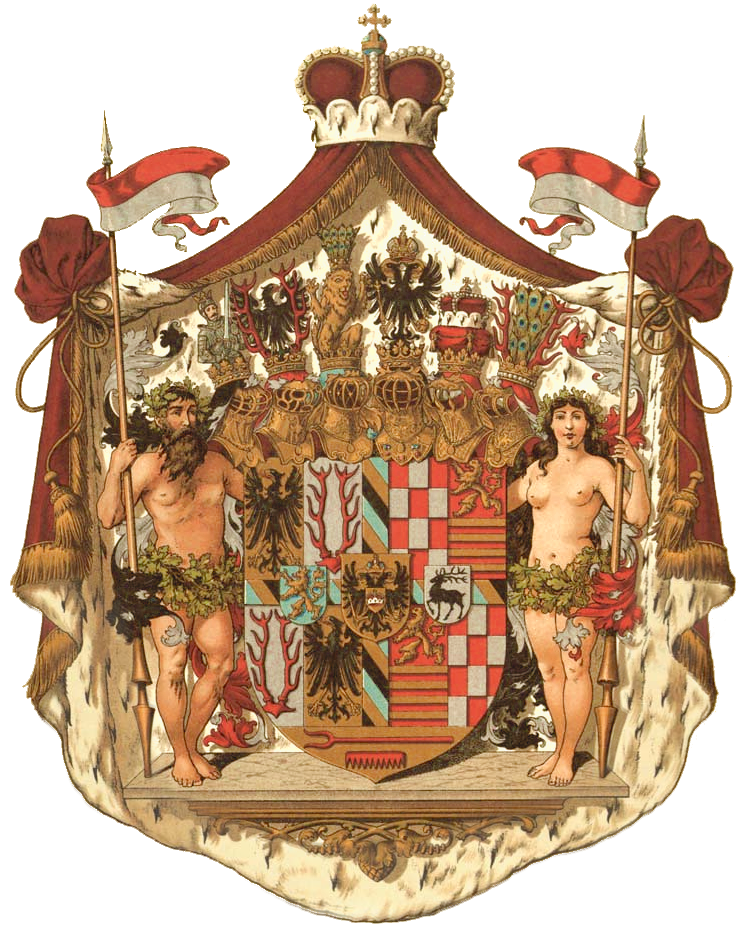
국장

## 역사
신성 로마 제국 시대였던 1599년 슈바르츠부르크 백작령에서 분리되어 신설되었다. 1697년 후작국으로 승격되었으며 1806년에는 라인 연방, 1815년에는 독일 연방, 1867년에는 북독일 연방, 1871년에는 독일 제국에 가입했다. 바이마르 공화국 시대였던 1920년 튀링겐주에 합병되면서 소멸되었다.